# شوری (بوتان)
شوری (به لاتین: Shuri) یک منطقهٔ مسکونی در بوتان (کشور) است که در استان بومتهنگ واقع شده‌است.